# Jan VI. Portugalský
Jan VI. Portugalský (portugalsky João Maria José Francisco Xavier de Paula Luís António Domingos Rafael de Bragança), zvaný Dobrotivý, (13. května 1767, Lisabon, Portugalsko – 10. března 1826, Lisabon) byl v letech 1816–1822 králem Spojeného království Portugalska, Brazílie a Algarve a poté od roku 1822 do své smrti králem Portugalska a Algarve.

## Původ
Budoucí král Jan VI. se narodil z manželství portugalské královny Marie a portugalského krále manžela Petra III. Petr III. byl zároveň strýcem své manželky, Janovy matky Marie. Tento sňatek se uskutečnil z dynastických důvodů: následníkem Jana V. se totiž stal jeho starší syn Josef I., který měl čtyři dcery, ale žádného mužského potomka; stál tak před volbou, zda má trůn zdědit jeho nejstarší dcera Marie, nebo jeho mladší bratr Petr. Jejich sňatek, pro který z důvodu blízké příbuznosti bylo nutno získat papežský dispens, vyloučil všechny pochybnosti o následnictví.

## Rodina
V roce 1785 se Jan oženil s desetiletou španělskou princeznou Carlotou, dcerou krále Karla IV. Tento sňatek byl dílem jejího děda Karla III. a jeho sestry, portugalské královny a Janovy babičky Mariany Viktorie. Cílem pochopitelně bylo obě země sblížit. Ke konzumaci manželství došlo v roce 1790. Z jejich manželství vzešlo devět dětí, šest dcer a tři synové; nejstarší ze synů však v šesti letech zemřel:

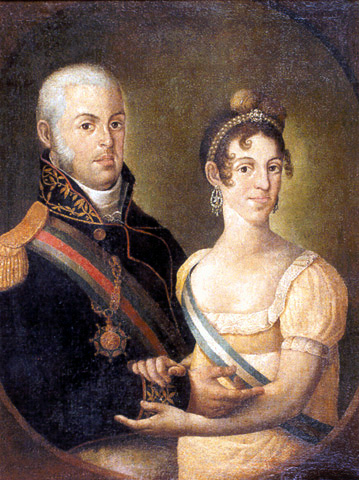
Jan IV. se svou ženou Šarlotou

- Marie Tereza Portugalská (29. dubna 1793 – 17. ledna 1874), princezna z Beiry,
⚭ 1810 Petr Karel Bourbonský (18. června 1786 – 4. července 1812)
⚭ 1838 Karel Maria Isidor Bourbonský (29. března 1788 – 10. března 1855), vdovec po její mladší sestře Marii Františce
- František Antonín de Assis de Bragança (21. března 1795 – 11. června 1801), princ z Beiry,
- Marie Isabela Portugalská (19. května 1797 – 26. prosince 1818), ⚭ 1816 Ferdinand VII. (14. října 1784 – 29. září 1833), král španělský v roce 1808 a poté od roku 1813 až do své smrti
- Petr I. Brazilský a IV. Portugalský (12. října 1798 – 24. září 1834), brazilský císař v letech 1822–1831 a portugalský král od března do května roku 1826,
⚭ 1817 Marie Leopoldina Habsbursko-Lotrinská (22. ledna 1797 – 11. prosince 1826)
⚭ 1829 Amélie de Beauharnais (31. července 1812 – 26. ledna 1873)
- Marie Františka Portugalská (22. dubna 1800 – 4. září 1834), ⚭ 1816 Karel Maria Isidor Bourbonský
- Isabela Marie Portugalská (4. července 1801 – 22. dubna 1876), zemřela svobodná a bezdětná
- Michal I. Portugalský (26. října 1802 – 14. listopadu 1866), portugalský (vzdoro)král v letech 1828–1834, ⚭ 1851 Adelaida Löwenstein-Wertheim-Rosenberg (3. dubna 1831 – 16. prosince 1909)
- Maria da Assunção Portugalská (25. června 1805 – 7. ledna 1834), zemřela svobodná a bezdětná
- Anna od Ježíše Marie Portugalská (23. října 1806 – 22. června 1857), ⚭ 1827 Nuno José Severo de Mendoça Rolim de Moura Barreto (6. listopadu 1804 – 22. května 1875), markýz z Loulé a hrabě z de Vale de Reis

Manželé si povahově příliš nevyhovovali a Janovo náboženské založení Carlotu nudilo. Proslýchalo se, že přinejmenším mladší z jejích dětí mají jiného otce. Po roce 1806 žili manželé odděleně.

## Regentství a panování
Když v roce 1788 zemřel Janův starší bratr Josef, stal se princ následníkem své matky a jako takový přijal titul knížete brazilského. Z pozice následníka trůnu převzal v roce 1799 vládu jako regent své matky Marie I., která byla na pokraji duševní nemoci. Jeho otec král Petr III. zemřel v roce 1786.
Ještě za vlády Marie I. utekla královská rodina v roce 1807 do Brazílie před Napoleonovým vojskem, které obsadilo Portugalsko. Královská rodina pobývala v Riu de Janeiru. Krátce před smrtí své matky Marie I. nařídil Jan zákonem vytvoření Spojeného království Portugalska, Brazílie a Algarve a tím povýšení Brazílie na království. Toto nově vytvořené Spojené království Portugalska, Brazílie a Algarve byl jednotný stát třech rovných celků, jehož panovník měl nový titul: král Spojeného království Portugalska, Brazílie a Algarve. Nařízení o vzniku vešlo v platnost 16. prosince 1815.
Po smrti své matky v roce 1816 se Jan stal králem tohoto soustátí. Po Napoleonově pádu v roce 1815 zasedla v Portugalsku prozatímní vláda, která v roce 1820 vyzvala krále Jana VI. k návratu. Ten byl po svém příjezdu nucen uznat novou ústavu, která nastolila konstituční monarchii. Králův syn Dom Pedro zůstal v Brazílii a převzal v ní regentství a funkci místokrále.
V Portugalsku po návratu v roce 1821 přísahala vláda věrnost králi, ale mezitím se pokoušel převzít vládu králův druhorozený syn Michal, znovu pak v roce 1823. Král jeho povstání v roce 1824 za pomoci anglických vojsk potlačil a byl nakonec nucen prince Michaela vyhnat ze země.
Mezitím jeho prvorozený syn a dědic Petr vyhlásil dne 7. září 1822 samostatnost Brazílie a její nezávislost na Portugalsku a následně nedlouho poté byl prohlášen dědičným císařem jako Petr I. Král Jan IV. odmítal brazilskou nezávislost uznat až do 29. srpna 1825, kdy obnovil starý řád nástupnictví v přesvědčení, že se Brazílie a Portugalsko po jeho smrti spojí minimálně v personální nebo dokonce reálnou unii.

## Následnictví
Jan IV. zemřel v Lisabonu 26. března 1826. Jako regentku Portugalska jmenoval před svou smrtí svou dceru Isabelu Marii, neurčil však svého následníka a nástupcce trůnu, čímž způsobil dlouholetou kriti a boje mezi svými dvěma syny – starším Petrem a mladším Michalem. Portugalským králem se nakonec stal jeho starší syn jako Petr IV. Portugalský, ten však vládl v Portugalsku pouze do roku 1828, neboť liberální brazilská ústava vylučovala personální unii s Portugalskem. Petr se tedy vzdal trůnu ve prospěch své nejstarší dcery Marie II. Ta ovšem musela svést o trůn boj v občanské válce se svým strýcem, vypovězeným Michalem I.

## Vývod z předků
|         |                                     |  |                      |                                      |  |  |  |  |  |  |  | Jan IV. Portugalský |
|         |                                     |  |                      |                                      |  |  |  |  |  |  |  |                     |
|         | Petr II. Portugalský                |  |                      |                                      |  |  |  |  |  |  |  |                     |
|         |                                     |  |                      |                                      |  |  |  |  |  |  |  |                     |
|         |                                     |  |                      | Luisa de Guzmán                      |  |  |  |  |  |  |  |                     |
|         |                                     |  |                      |                                      |  |  |  |  |  |  |  |                     |
|         | Jan V. Portugalský                  |  |                      |                                      |  |  |  |  |  |  |  |                     |
|         |                                     |  |                      |                                      |  |  |  |  |  |  |  |                     |
|         |                                     |  |                      | Filip Vilém Falcký                   |  |  |  |  |  |  |  |                     |
|         |                                     |  |                      |                                      |  |  |  |  |  |  |  |                     |
|         | Marie Žofie Falcko-Neuburská        |  |                      |                                      |  |  |  |  |  |  |  |                     |
|         |                                     |  |                      |                                      |  |  |  |  |  |  |  |                     |
|         |                                     |  |                      | Alžběta Amálie Hesensko-Darmstadtská |  |  |  |  |  |  |  |                     |
|         |                                     |  |                      |                                      |  |  |  |  |  |  |  |                     |
|         | Petr III. Portugalský               |  |                      |                                      |  |  |  |  |  |  |  |                     |
|         |                                     |  |                      |                                      |  |  |  |  |  |  |  |                     |
|         |                                     |  |                      | Ferdinand III. Habsburský            |  |  |  |  |  |  |  |                     |
|         |                                     |  |                      |                                      |  |  |  |  |  |  |  |                     |
|         | Leopold I.                          |  |                      |                                      |  |  |  |  |  |  |  |                     |
|         |                                     |  |                      |                                      |  |  |  |  |  |  |  |                     |
|         |                                     |  |                      | Marie Anna Španělská                 |  |  |  |  |  |  |  |                     |
|         |                                     |  |                      |                                      |  |  |  |  |  |  |  |                     |
|         | Marie Anna Habsburská               |  |                      |                                      |  |  |  |  |  |  |  |                     |
|         |                                     |  |                      |                                      |  |  |  |  |  |  |  |                     |
|         |                                     |  |                      | Filip Vilém Falcký                   |  |  |  |  |  |  |  |                     |
|         |                                     |  |                      |                                      |  |  |  |  |  |  |  |                     |
|         | Eleonora Magdalena Falcko-Neuburská |  |                      |                                      |  |  |  |  |  |  |  |                     |
|         |                                     |  |                      |                                      |  |  |  |  |  |  |  |                     |
|         |                                     |  |                      | Alžběta Amálie Hesensko-Darmstadtská |  |  |  |  |  |  |  |                     |
|         |                                     |  |                      |                                      |  |  |  |  |  |  |  |                     |
| Jan VI. |                                     |  |                      |                                      |  |  |  |  |  |  |  |                     |
|         |                                     |  |                      |                                      |  |  |  |  |  |  |  |                     |
|         |                                     |  | Petr II. Portugalský |                                      |  |  |  |  |  |  |  |                     |
|         |                                     |  |                      |                                      |  |  |  |  |  |  |  |                     |
|         | Jan V. Portugalský                  |  |                      |                                      |  |  |  |  |  |  |  |                     |
|         |                                     |  |                      |                                      |  |  |  |  |  |  |  |                     |
|         |                                     |  |                      | Marie Žofie Falcko-Neuburská         |  |  |  |  |  |  |  |                     |
|         |                                     |  |                      |                                      |  |  |  |  |  |  |  |                     |
|         | Josef I. Portugalský                |  |                      |                                      |  |  |  |  |  |  |  |                     |
|         |                                     |  |                      |                                      |  |  |  |  |  |  |  |                     |
|         |                                     |  |                      | Leopold I.                           |  |  |  |  |  |  |  |                     |
|         |                                     |  |                      |                                      |  |  |  |  |  |  |  |                     |
|         | Marie Anna Habsburská               |  |                      |                                      |  |  |  |  |  |  |  |                     |
|         |                                     |  |                      |                                      |  |  |  |  |  |  |  |                     |
|         |                                     |  |                      | Eleonora Magdalena Falcko-Neuburská  |  |  |  |  |  |  |  |                     |
|         |                                     |  |                      |                                      |  |  |  |  |  |  |  |                     |
|         | Marie I. Portugalská                |  |                      |                                      |  |  |  |  |  |  |  |                     |
|         |                                     |  |                      |                                      |  |  |  |  |  |  |  |                     |
|         |                                     |  |                      | Ludvík Francouzský, velký Dauphin    |  |  |  |  |  |  |  |                     |
|         |                                     |  |                      |                                      |  |  |  |  |  |  |  |                     |
|         | Filip V. Španělský                  |  |                      |                                      |  |  |  |  |  |  |  |                     |
|         |                                     |  |                      |                                      |  |  |  |  |  |  |  |                     |
|         |                                     |  |                      | Marie Anna Bavorská                  |  |  |  |  |  |  |  |                     |
|         |                                     |  |                      |                                      |  |  |  |  |  |  |  |                     |
|         | Mariana Viktorie Španělská          |  |                      |                                      |  |  |  |  |  |  |  |                     |
|         |                                     |  |                      |                                      |  |  |  |  |  |  |  |                     |
|         |                                     |  |                      | Eduard Parmský                       |  |  |  |  |  |  |  |                     |
|         |                                     |  |                      |                                      |  |  |  |  |  |  |  |                     |
|         | Alžběta Parmská                     |  |                      |                                      |  |  |  |  |  |  |  |                     |
|         |                                     |  |                      |                                      |  |  |  |  |  |  |  |                     |
|         |                                     |  |                      | Dorotea Žofie Falcko-Neuburská       |  |  |  |  |  |  |  |                     |
|         |                                     |  |                      |                                      |  |  |  |  |  |  |  |                     |